# Lacanche
Lacanche est une commune française située dans le canton d'Arnay-le-Duc du département de la Côte-d'Or, en région Bourgogne-Franche-Comté.

## Géographie

### Accès
L'accès principal s'effectue par l'ex-route nationale 6.

### Climat
Pour des articles plus généraux, voir Climat de la Bourgogne-Franche-Comté et Climat de la Côte-d'Or.
En 2010, le climat de la commune est de type climat océanique dégradé des plaines du Centre et du Nord, selon une étude du Centre national de la recherche scientifique s'appuyant sur une série de données couvrant la période 1971-2000. En 2020, Météo-France publie une typologie des climats de la France métropolitaine dans laquelle la commune est exposée à un climat océanique altéré et est dans une zone de transition entre les régions climatiques « Lorraine, plateau de Langres, Morvan » et « Bourgogne, vallée de la Saône ». 
Pour la période 1971-2000, la température annuelle moyenne est de 10,3 °C, avec une amplitude thermique annuelle de 17,5 °C. Le cumul annuel moyen de précipitations est de 879 mm, avec 12,1 jours de précipitations en janvier et 7,1 jours en juillet. Pour la période 1991-2020, la température moyenne annuelle observée sur la station météorologique de Météo-France la plus proche, « Arnay_sapc », sur la commune de Saint-Prix-lès-Arnay à 7 km à vol d'oiseau, est de 10,5 °C et le cumul annuel moyen de précipitations est de 799,9 mm,. Pour l'avenir, les paramètres climatiques de la commune estimés pour 2050 selon différents scénarios d'émission de gaz à effet de serre sont consultables sur un site dédié publié par Météo-France en novembre 2022.

## Urbanisme

### Typologie
Au 1er janvier 2024, Lacanche est catégorisée commune rurale à habitat dispersé, selon la nouvelle grille communale de densité à 7 niveaux définie par l'Insee en 2022.
Elle est située hors unité urbaine et hors attraction des villes,.

### Occupation des sols
L'occupation des sols de la commune, telle qu'elle ressort de la base de données européenne d’occupation biophysique des sols Corine Land Cover (CLC), est marquée par l'importance des territoires agricoles (56 % en 2018), une proportion sensiblement équivalente à celle de 1990 (56,5 %). La répartition détaillée en 2018 est la suivante : 
prairies (50,1 %), forêts (29,7 %), zones urbanisées (6,2 %), eaux continentales (4,8 %), terres arables (4,4 %), zones humides intérieures (3,2 %), zones agricoles hétérogènes (1,6 %). L'évolution de l’occupation des sols de la commune et de ses infrastructures peut être observée sur les différentes représentations cartographiques du territoire : la carte de Cassini (XVIIIe siècle), la carte d'état-major (1820-1866) et les cartes ou photos aériennes de l'IGN pour la période actuelle (1950 à aujourd'hui).

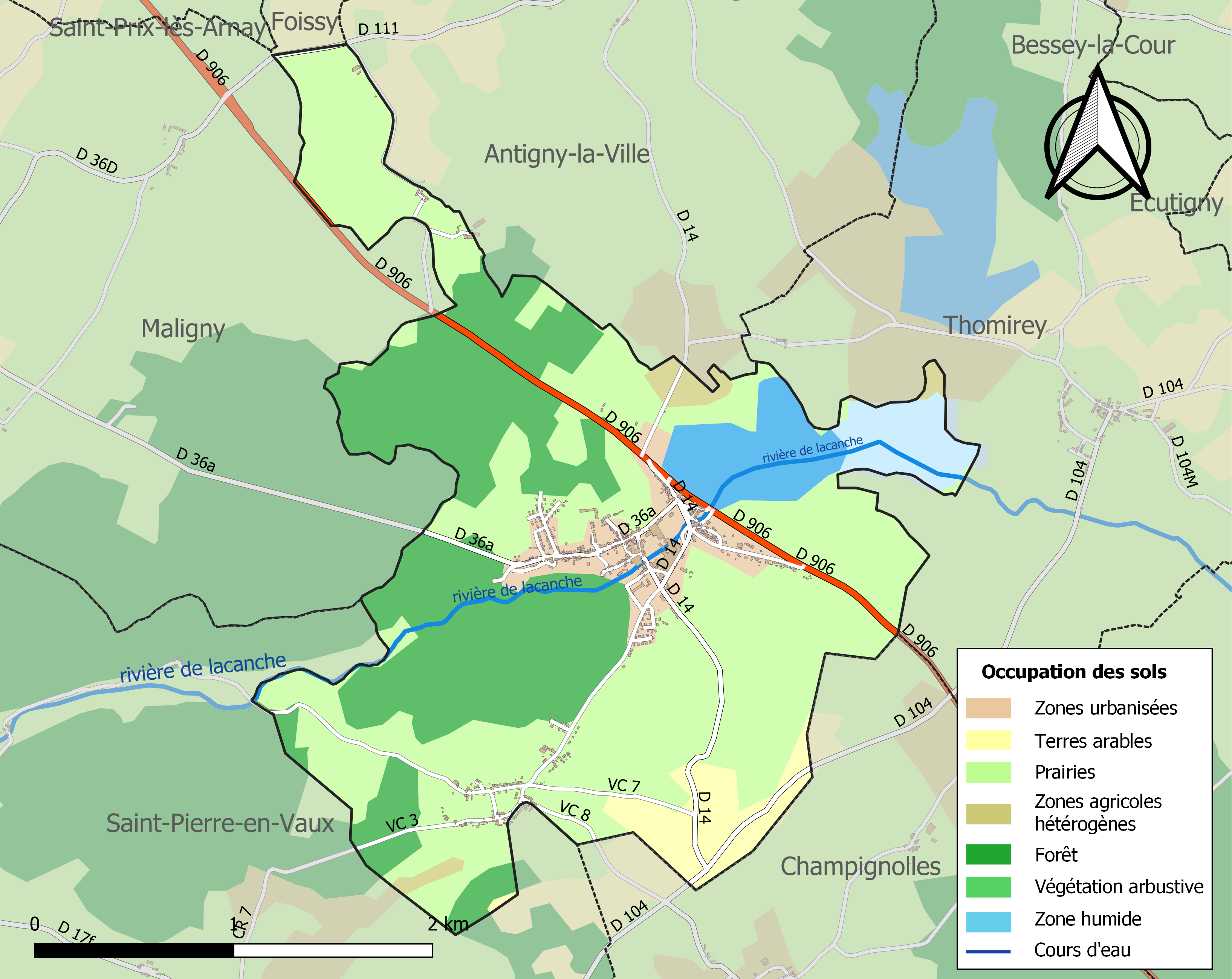
Carte des infrastructures et de l'occupation des sols de la commune en 2018 (CLC).

## Histoire des Forges de Lacanche

### Une tradition ancienne
Depuis longtemps des forges existaient à Lacanche, puisqu'il est fait état d’Oddo de Mâlain qui était fondeur du duc de Bourgogne, et qui fut anobli en 1443. Les sires de Mâlain y étaient propriétaires au IXe siècle d'un château fort dont il ne reste pratiquement plus de vestiges actuellement, ses matériaux ayant été « recyclés » pour bâtir la chaussée du grand étang puis plus tard construire une fonderie (vers 1766), et près duquel une forge, la forge d'en bas, fonctionnait installée sur la rivière.

### AuXVIIIesiècle
Par son mariage  le 21 février 1759 avec Étiennette Lorenchet veuve de M. Perreney de Balleure, co-seigneur de Tailly (Côte d’Or), Jean-Baptiste de Richard de Curtil, mousquetaire, lieutenant des maréchaux de France, devint seigneur de Lacanche et propriétaire de terres situées à Lacanche, Serve et Bauraudin.
En 1760, Jean-Baptiste Richard de Curtil donne en bail à ferme pour neuf années à compter de 1762 à Antide Niellon, marchand, les revenus de la terre et seigneurie de Lacanche consistant en bâtiments, jardins, prés, terres, moulins, canaux, étangs, ainsi que tous les droits seigneuriaux dépendants des dits lieux : corvées, amendes, cens, redevances et rentes seigneuriales…  Mais il se réserve cependant la liberté de faire édifier une forge et des fourneaux, et de faire tirer de la mine et de la castille aux endroits qu’il trouvera dans l’étendue de ses terres. En 1763, il acheta  la seigneurie de Coraboeuf  près d’Ivry-en-Montagne et par lettre patente en 1778 le fief devint marquisat et prit le nom de marquis de Richard d‘Ivry.
Dès 1763, il édifia une nouvelle forge dans les anciens moulins au bord de la rivière à proximité de l’ancien château de Lacanche dont il laissera en 1773 l’exploitation à ferme à Jean Finot son contremaître. Au décès de ce dernier en 1784, sa veuve cède ses droits, avec l’accord de Jean-Baptiste de Richard de Curtil, à Michel Gros et son neveu Pierre Gros, marchand de fers  et banquiers à Châlon-sur-Saône. MM. Gros, riches et entreprenants, avaient l’habitude de gérer de grands domaines ; ils reprendront l’exploitation des forges moyennant un bail s’élevant à 12 500 livres et s’établiront à Lacanche. Ils s’acquitteront de cette rente jusqu’en 1791.

### Période révolutionnaire
La Révolution apporta son lot de difficultés : tout d’abord Jean-Baptiste de Richard de Curtil mourut le 30 juillet 1792 et son épouse Etiennette Lorenchet dont le fils et le gendre étaient accusés d’émigration, fut condamnée elle aussi en qualité de mère d’émigrés. Leurs biens furent placés sous séquestre et confisqués comme biens nationaux.
MM. Gros ne furent également pas épargnés : l'administration réquisitionna leurs forges pour le service national et la fourniture de matériel et munitions, et sans tenir compte du bail en cours, fit mettre en vente les biens confisqués aux émigrés Richard de Curtil. Ils se sont donc portés adjudicataires des forges et de la ferme qu’ils exploitaient. Le tout fut adjugé au citoyen Caumartin le 27 frimaire an V (17 décembre 1795).
C’est ainsi que les forges de Lacanche devinrent la propriété des fermiers de Jean-Baptiste Richard de Curtil, et entrèrent dans le XIXe siècle.

## Politique et administration
| Période                                  | Période       | Identité                  | Étiquette | Qualité |
| ---------------------------------------- | ------------- | ------------------------- | --------- | --- |
| An IX (1800)                             | janvier 1825  | Jacques Étienne Caumartin |           | Député |
| janvier 1825                             | 1826          | Charaut                   |           | Adjoint, maire par intérim |
| février 1826                             | janvier 1869  | Jean-Baptiste Arbelet     |           | |
| mai 1869                                 | novembre 1871 | Ferdinand Coste           |           | |
| 1870                                     | 1872          | Antoine Coing             |           | Adjoint maire par intérim |
| mars 1872                                | février 1874  | Pierre Dureux             |           | |
| mars 1874                                | décembre 1880 | Antoine Coing             |           | |
| janvier 1881                             | février 1881  | Pierre Bizouard           |           | Maire par intérim |
| mars 1881                                | mai 1882      | François Magnieux         |           | |
| juin 1882                                | juin 1882     | Pierre Bizouard           |           | Maire par intérim |
| juillet 1882                             | mai 1884      | Jean-Baptiste Maubon      |           | Chevalier de la L.H. |
| mai 1884                                 | 1925          | Etienne Coste             |           | |
| 1925 ?                                   | 1945          | Hubert Coste              |           | Nommé conseiller départemental en 1942 |
| 1947                                     | 1965          | Edgar Drouhin             |           | |
| 1965                                     | 1976          | Antoine Coste             |           | |
| 1976                                     | 1983          | Georges Blandin           |           | |
| mars 1983                                | mai 2020      | Pierre Gobbo              | DVG       | Retraité Fonction publique Président de la Communauté de communes du Pays d'Arnay Conseiller général du canton d'Arnay-le-Duc (1985-2015) |
| Les données manquantes sont à compléter. |               |                           |           | |

## Démographie
L'évolution du nombre d'habitants est connue à travers les recensements de la population effectués dans la commune depuis 1793. Pour les communes de moins de 10 000 habitants, une enquête de recensement portant sur toute la population est réalisée tous les cinq ans, les populations de référence des années intermédiaires étant quant à elles estimées par interpolation ou extrapolation. Pour la commune, le premier recensement exhaustif entrant dans le cadre du nouveau dispositif a été réalisé en 2005.

En 2022, la commune comptait 477 habitants, en évolution de −15,72 % par rapport à 2016 (Côte-d'Or : +0,82 %, France hors Mayotte : +2,11 %).
| 1793 | 1800 | 1806 | 1821 | 1831 | 1836 | 1841 | 1846 | 1851 |
| ---- | ---- | ---- | ---- | ---- | ---- | ---- | ---- | ---- |
| 397  | 511  | 478  | 540  | 516  | 528  | 585  | 620  | 680  |

| 1856 | 1861 | 1866 | 1872 | 1876 | 1881 | 1886 | 1891 | 1896 |
| ---- | ---- | ---- | ---- | ---- | ---- | ---- | ---- | ---- |
| 643  | 671  | 699  | 669  | 679  | 647  | 625  | 658  | 664  |

| 1901 | 1906 | 1911 | 1921 | 1926 | 1931 | 1936 | 1946 | 1954 |
| ---- | ---- | ---- | ---- | ---- | ---- | ---- | ---- | ---- |
| 687  | 739  | 806  | 757  | 802  | 854  | 815  | 810  | 862  |

| 1962 | 1968 | 1975 | 1982 | 1990 | 1999 | 2005 | 2006 | 2010 |
| ---- | ---- | ---- | ---- | ---- | ---- | ---- | ---- | ---- |
| 888  | 943  | 972  | 808  | 626  | 629  | 613  | 618  | 594  |

| 2015 | 2020 | 2022 | - | - | - | - | - | - |
| ---- | ---- | ---- | - | - | - | - | - | - |
| 571  | 488  | 477  | - | - | - | - | - | - |

## Économie
La SIL est une entreprise de fabrication de pianos de cuisine créée en 1982. Léoni est une entreprise d'équipements électriques et électroniques pour automobiles.

## Culture locale et patrimoine

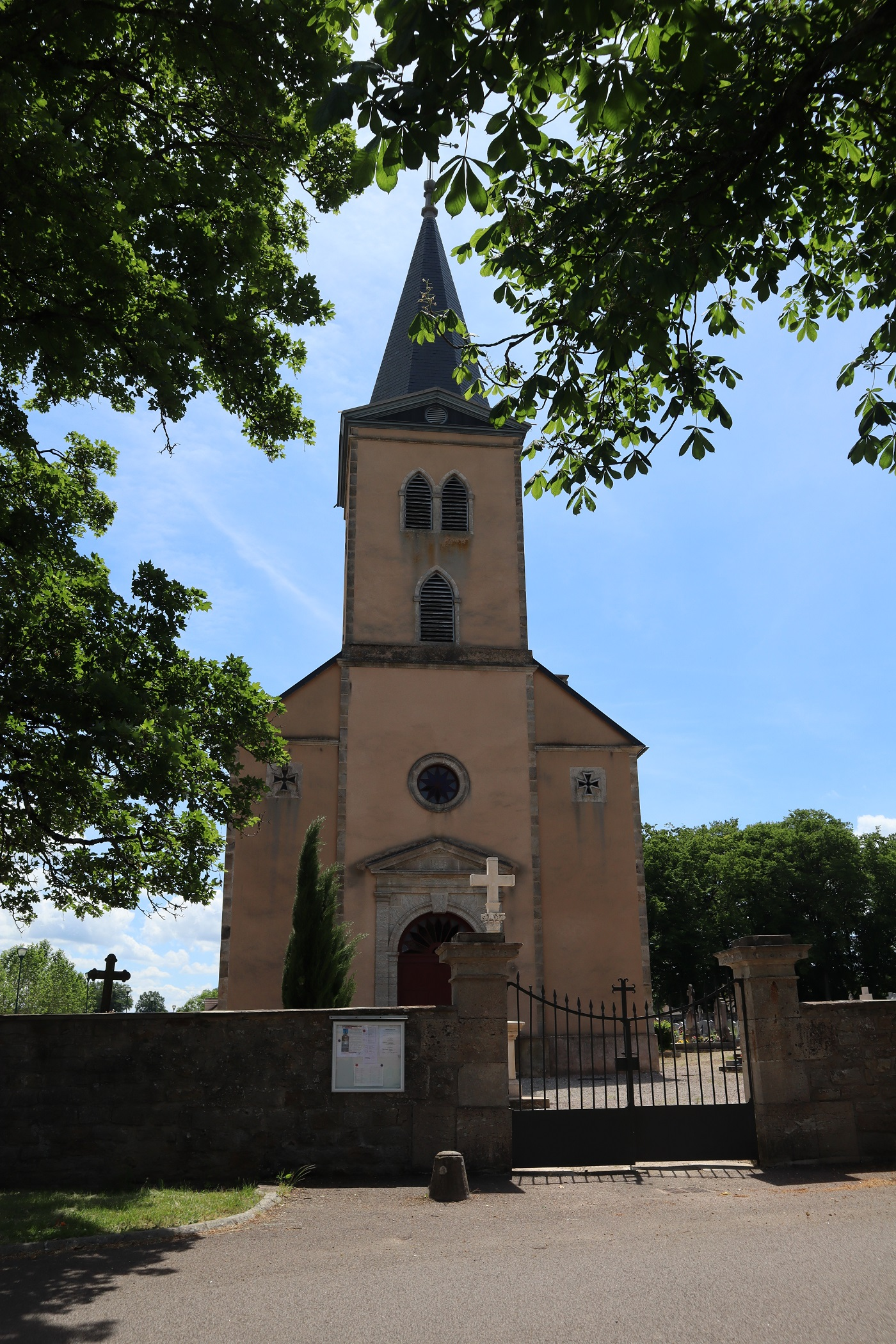

### Lieux et monuments
- Château de Lacanche
- Église Saint-Étienne

Au début du XIXe siècle, Lacanche n'avait pas d'église et dépendait de la paroisse d'Antigny-la-Ville, village situé à 3 km. Le chemin y conduisant se trouve impraticable toutes les fois qu'il y a surabondance d’eau. En 1840, madame veuve Étienne Caumartin, maîtresse de forges et propriétaire demeurant à Lacanche, a donc proposé au Conseil municipal de faire construire à ses frais, risques et périls, une église avec sa cure, de la meubler et de la remettre à la commune quand tout sera achevé…
L'église de style néo-classique, achevée en 1843, fut consacrée en 1844 et dédiée à saint Étienne en hommage au défunt maître de forges.
Son décor intérieur, composé de fresques en trompe-l'œil au plafond et sur les murs réalisées à la sanguine, en fait toute l'originalité.
Elle a été classée pour les décors intérieurs aux Monuments Historiques en 1994.
- Étang de Lacanche, au nord-est du bourg.
- Groupe scolaire Edgar-Drouhin

Construit face à l’église et derrière la mairie à l’initiative du maire Edgar Drouhin, il fut inauguré en 1954 et comporte 2 logements de 4 pièces chacun pour les instituteurs.
- Village fleuri : deux fleurs.

### Personnalités liées à la commune
- Familles Caumartin et Coste, maîtres de forges dont Jacques Étienne Caumartin (1769-1825), député de la Côte-d'Or[19]. C'est la famille Coste qui lance les premiers modèles de fourneaux de cuisine au XIXe siècle et crée la marque de piano de cuisine Lacanche[20].
- Gauthier (né le 5 novembre 1940) et Vincent Malraux (né le 11 mars 1943), fils naturels d'André Malraux, se tuent dans un accident de voiture, près de Lacanche (Nationale 6), le 23 mai 1961. Gauthier Malraux meurt sur le coup. Son frère cadet Vincent meurt à la clinique d'Autun.